# تارا ماكفيرسون
تارا ماكفيرسون (بالإنجليزية: Tara McPherson)‏ هي فنانة قصص مصورة ورسامة توضيحية وفنانة ورسامة أمريكية، ولدت في 7 أبريل 1976 في سان فرانسيسكو في الولايات المتحدة.

## وصلات خارجية
- الموقع الرسمي
- تارا ماكفيرسون على موقع IMDb (الإنجليزية)